# Eminencia Mülleriana
La eminencia Mülleriana es un epitelio de la parte ventral de la cloaca entre los orificios de los conductos de Wolff. Aparece durante el desarrollo de los órganos genitourinarios.
Conforme el útero aumenta en tamaño durante el desarrollo embrionario, pequeñas partes de los extremos mediales de las zonas horizontales de los conductos paramesonéfricos son absorbidos en el útero para formar el fundus. El extremo caudal del canal uterovaginal se proyecta en la pared dorsal del seno urogenital, donde produce la eminencia Mülleriana.

## Función
Los conductos de Müller terminan aquí. En una etapa posterior, la eminencia se abre en el medio, conectando los conductos de Müller con la cloaca
En el adulto, la eminencia Mülleriana no tiene ninguna función, solo es un retazo en la forma del himen.